# Tonite’s tha Night
A Tonite's tha Night című kislemez a Kris Kross duó Young, Rich & Dangerous album 1. kislemeze. A dalban Trey Lorenz is szerepelt, valamint Redman készített remixet hozzá. A dal aranylemez lett 1996. január 17-én.

## Története
A dal a Kriss Kross utolsó stúdióalbumának 1. kislemeze, mely a Billboard  Hot 100-as lista 12. helyén, a Hot Rap kislemez lista 1. helyéig jutott. A dal hangmintája a Riging High című dalból, melynek Faze az eredeti előadója, valamint az EPMD csapat Please Listen to my Demo című dalából került feldolgozásra.

## Track lista
A-oldal
1. "Tonite's tha Night" (LP version)- 3:19
2. "Tonite's tha Night" feat. Redman (remix)- 3:22
3. "Da Streets Ain't Right" feat. Da Brat (LP Version)- 3:00

B-oldal
1. "Tonite's tha Night" (remix instrumental)- 3:18
2. "Tonite's tha Night" (clean LP version)- 3:19
3. "Da Streets Ain't Right" (instrumental)- 3:00

## Slágerlisták, helyezések

### Legmagasabb helyezések
| Slágerlista (1996)                           | Legmagasabb helyezések |
| -------------------------------------------- | ---------------------- |
| Billboard Hot 100                            | 12                     |
| Billboard Hot R&B/Hip-Hop Singles & Tracks   | 6                      |
| Billboard Hot Rap Singles                    | 1                      |
| Billboard Rhythmic Top 40                    | 17                     |
| Billboard Hot Dance Music/Maxi-Singles Sales | 9                      |

### Év végi slágerlista
| Év végi slágerlista(1996) | Helyezés |
| ------------------------- | -------- |
| U.S. Billboard Hot 100    | 64       |